# الاتحاد الكاثوليكي (إسبانيا)
كان الاتحاد الكاثوليكي حزبًا سياسيًا إسبانيًا ذا طابع طائفي، وُجد بين عامي 1881 و1884. أسسه أليخاندرو بيدال إي مون، بالإضافة إلى كونت أورغاز وكونت كانغا أرجويليس . انتمى هؤلاء إلى جزء من التيار الكاثوليكي الجديد الذي انضم إلى الكارلية خلال السنوات الست الديمقراطية، وقد تخلى عنه بعض أعضائه بعد أن حمل المطالب بالعرش، تشارلز السابع، من بوربون والنمسا-إستي، السلاح. 
كان الحزب الجديد نتيجةً لنظرية الاحتمالية الجديدة المتعلقة بالأنظمة الليبرالية التي أطلقها البابا الجديد ليون الثالث عشر ، والتي تناقضت مع الرفض التام لسلفه بيوس التاسع ، مؤلف المنهج . وقد استجاب اسم الحزب لهدف توحيد جميع الكاثوليك، سواءً الكارليين أو الألفونسينيين . إلا أن الاتحاد الكاثوليكي الاحتمالي ظل أقلية مقارنةً بالقطاع التقليدي بقيادة كانديدو نوسيدال ، مؤسس صحيفة "إل سيجلو فوتورو" المؤثرة ذات التوجه التكاملي، كما يتضح من الحج إلى روما عام ١٨٨٢ "لإصلاح" البابا السابق بيوس التاسع، والذي حاول نوسيدال استغلاله لاستبعاد الاتحاد الكاثوليكي والمدافعين عن الاحتمالية، حيث تبرأ منه الفاتيكان في النهاية. واضطر البابا نفسه إلى التدخل ونشر الرسالة البابوية " Cum Multa" الموجهة حصريًا إلى الكاثوليك الإسبان، لكنها لم تحقق هدفها المتمثل في إنهاء الانقسامات بينهم.   أشار ليو الثالث عشر في كتابه "Cum Multa" إلى ضرورة "التخلي عن الرأي الخاطئ لمن يخلطون الدين بحزب سياسي، لدرجة أنهم كادوا يفصلون عن الكاثوليكية من ينتمون إلى حزب آخر. وهذا في الحقيقة يُدخل الفصائل في مجال الدين المهيب، ويسعى إلى كسر الوئام الأخوي وفتح الباب أمام العديد من المضايقات". 
كان الهدف الأساسي للحزب هو دمج الكارليين في نظام الحكم في عهد الملك ألفونسو التاني عشر المعروف باسم نظام الترميم أو الاستعادة ، بحيث يتمكن جميع الكاثوليك في إسبانيا من الدفاع عن مصالحهم السياسية بطريقة موحدة تقوم على الواقعية و الاحتمالية ،وكان الركن الرئيسي في عقيدة الحزب هو الكاثوليكية،  التي كانت تقدم على اى عمل سياسي ، وقد انعكس ذلك في هياكله الداخلية ، حيث كان أول رئيس للحزب هو خوان إغانسيو مورينو إي مايسافونه ، رئيس اسقفة طليطلة.
لم يحقق الحزب أبدًا قوة ذات صلة، واتباعًا لتوجيهات البابا ليون الثالث عشر [بحاجة لمصدر] انضم إلى الحزب الليبرالي المحافظ في يناير 1884.
كان لدي الحزب في البداية صحيفة العنقاء El Fénix ، التي كان يرأس تحريرها سيفرينو سواريث برافو، ثم صحيفة الاتحاد La Unión يديرها داميان إيسيرن.
الاتحاد الكاثوليكي من اهم الاتحادات في إسبانيا.